# Пиени-Лайхаярви
Пиени-Лайхаярви — пресноводное озеро на территории Кестеньгского сельского поселения Лоухского района Республики Карелии.

## Общие сведения
Площадь озера — 1,1 км². Располагается на высоте 283,6 метров над уровнем моря.
Форма озера продолговатая: оно более чем на три километра вытянуто с северо-запада на юго-восток. Берега изрезанные, каменисто-песчаные, возвышенные, местами заболоченные.
В юго-восточную оконечность Пиени-Лайхаярви впадает протока, текущая из озера Исо-Лайхаярви. С южной стороны Пиени-Лайхаярви вытекает протока, впадающая в озеро Ватаярви, которое также протокой связано с озером Таваярви. Из последнего берёт начало река Тавойоки, впадающая в Пяозеро.
На озере расположено не менее трёх небольших безымянных островов.
Населённые пункты и автодороги вблизи водоёма отсутствуют.
Код объекта в государственном водном реестре — 02020000411102000000872.